# Jacques Koslowsky
Jacques lub Jacob Koslowsky (wł. Jankelis Kazlauskas) (ur. 13 marca 1904 w Pakuonis, zm. 30 października 1993 w Palma de Mallorca) – litewski malarz od 1927 związany z Francją.
W 1924 wyjechał z rodzinnego Pakuonis do Florencji, gdzie rozpoczął studia medyczne. Był asystentem podczas zajęć z anatomii, a w wolnym czasie malował. W 1925 przerwał naukę medycyny i rozpoczął studia plastyczne na Académie du dessin de Florence pod kierunkiem Felice Carena. Po ukończeniu nauki wyjechał do Tel Awiwu w Mandacie Palestyny, gdzie zajmował się malarstwem i krytyką artystyczną. Następnie wyjechał do Francji, zamieszkał w Dzielnicy Łacińskiej w Paryżu, w tym okresie zaczął używać pseudonimu Jacques Koslowsky. Rozpoczął studia w École nationale supérieure des beaux-arts, a po ich ukończeniu prowadził naukę rysunku. Podczas studiów, w 1927 debiutował dwoma obrazami podczas Salonu Jesiennego, a trzy lata później przystąpił do Salon des indépendants. W czerwcu 1940 w obawie przed niemiecką okupacją wyjechał do Hiszpanii, ale 22 sierpnia 1940 przekroczył granicę z Portugalią, aby cztery dni później wypłynąć do Nowego Jorku. Odwiedzając tamtejsze muzea odnalazł inspirację obserwując dzieła w Galerii Burrel, Rembrandt oraz kolekcję w Galerie Glezer. Mimo otrzymanego w 1946 obywatelstwa Stanów Zjednoczonych rok później postanowił powrócić do Paryża, gdzie zastał swoją pracownię w stanie nienaruszonym. Ponownie zaczął wystawiać z Salonem des indépendants i na Salonach Jesiennych. W 1964 wyjechał po raz pierwszy na Majorkę, zauroczony tamtejszym klimatem i krajobrazem postanowił tam zamieszkać na stałe, początkowo w Deià, a następnie w Bunyola.